# 胡差市
胡差市（日语：／ Koza shi */?，琉球語：／ ），又譯古座市，是位於日本沖繩縣沖繩本島中部的一市。在2003年山梨縣南阿爾卑斯市誕生之前，是日本唯一一個使用片假名作為市名的市（但嚴格來說長野縣筱之井市的市名中也含片假名）。另外也是沖繩沖繩本島中部唯一一個不臨海的自治體。
本名「／」，第二次世界大戰後，當地美軍將此地稱為“Koza（コザ）”，1956年6月，越來村改名為胡差村（コザ村）。1974年4月1日，宣告與美里村合併為沖繩市，废止胡差市。

## 歷史
| 時間     | 行政劃分    | 行政劃分    | 行政劃分  | 行政劃分  | 行政劃分  | 行政劃分  |
| 琉球王國 | 具志川 間切 | 與那城 間切 | 勝連 間切 | 美里 間切 | 美里 間切 | 越來 間切 |
| 1900年代 | 具志川 村   | 與那城 村   | 勝連村    | 美里村    | 美里村    | 越來村    |
| 1910年代 | 具志川 村   | 與那城 村   | 勝連村    | 美里村    | 美里村    | 越來村    |
| 1920年代 | 具志川 村   | 與那城 村   | 勝連村    | 美里村    | 美里村    | 越來村    |
| 1930年代 | 具志川 村   | 與那城 村   | 勝連村    | 美里村    | 美里村    | 越來村    |
| 1940年代 | 具志川 村   | 與那城 村   | 勝連村    | 石川市    | 美里村    | 越來村    |
| 1950年代 | 具志川 村   | 與那城 村   | 勝連村    | 石川市    | 美里村    | 胡差村    |
| 1950年代 | 具志川 村   | 與那城 村   | 勝連村    | 石川市    | 美里村    | 胡差市    |
| 1960年代 | 具志川 市   | 與那城 村   | 勝連村    | 石川市    | 美里村    |           |
| 1970年代 | 具志川 市   | 與那城 村   | 勝連村    | 石川市    | 沖繩市    | 沖繩市    |
| 1980年代 | 具志川 市   | 與那城 村   | 勝連町    | 石川市    | 沖繩市    | 沖繩市    |
| 1990年代 | 具志川 市   | 與那城町    | 勝連町    | 石川市    | 沖繩市    | 沖繩市    |
| 2000年代 | 宇流麻市    | 宇流麻市    | 宇流麻市  | 宇流麻市  | 沖繩市    | 沖繩市    |